# Berna Carrasco Araya
Berna Carrasco Araya de Budinich (San Bernardo, Regió Metropolitana de Santiago, Xile, 19 de desembre de 1914 - Santiago, Regió Metropolitana de Santiago, Xile, 7 de juliol de 2013) va ser una escaquista xilena.
Va participar al Campionat Mundial Femení de Buenos Aires 1939, on va aconseguir el tercer lloc, darrere de Vera Menchik i de Sonja Graf. Als anys 40 va ser subcampiona del món podent ser número u, darrere l'escaquista alemanya Sonja Graf. Carrasco va rebre el títol de Mestre Internacional Femení el 1954. Es va casar amb Pedro Antonio Vladimiro Budinich Raguzin i va tenir dos fills.